# Ciecholowice
Ciecholowice (niem. Zechelwitz) – wchodzą administracyjnie w skład miasta Oborniki Śląskie, oddalone od centrum około jednego kilometra, przy głównej drodze wojewódzkiej numer 342 Wrocław – Oborniki Śląskie – Strupina.
Liczba mieszkańców kształtuje się na poziomie około 200 osób. W przyszłości planowane utworzenie stacji kolejowej Oborniki Śląskie Przedmieścia, na terenie dzielnicy znajdują się ulice: Komuny Paryskiej, Ciecholowicka, Przemysłowa, Ułańska, przedłużenie Wrocławskiej; około 300 metrów na zachód od osady znajduje się skrzyżowanie z drogą Oborniki Śląskie – Nowosielce.